# Dragoslav Đorđević (političar)
Dragoslav Đorđević (Zakuta, Valjevo, 14. siječnja 1887. – u. ), bio je po struci odvjetnik, bivši subotički gradonačelnik i veliki župan, časnik vojske Kraljevine Jugoslavije, senator i ban Vrbaske banovine.
Nakon prvog svjetskog rata se oženio se za bačku hrvatsku književnicu Maru Malagursku. Isprve su živjeli u Subotici. 
Obnašao je dužnost velikog župana od 1924. godine. 1925. je zajedno s nekolicinom režimskih kolaboranata među bunjevačkim Hrvatima koji su bili istaknuti pristaše prosrpske struje,  svojom suprugom Marom Đorđević Malagurskom, radikalom Marko Jurić i Antunom Vidakovićem osnovao Bunjevačku prosvjetnu maticu, režimsko kulturno društvo kojemu je bio cilj širenje nehrvatske opcije među bunjevačkim Hrvatima. Dužnost subotičkog gradonačelnika na koju je postavljen, a ne izabran, obnašao je od 1926. do 20. travnja 1927., nakon čega ga je naslijedio na tom mjestu Lazar Stipić. Na te je položaje velikog župana i gradonačelnika došao vladinom politikom postavljanja srpskih političara na vodeće položaje u gradu. Takva je politika ignoriranja Hrvata i ponašanje nekih srpskih političara izazvala veliko nezadovoljstvo bunjevačkih Hrvata koje je išlo čak do ogorčenosti kod dijela te zajednice. Đorđević je bio toliko nepopularan među bunjevačkim Hrvatima da kad je konačno otišao s dužnosti, po Subotici su priređene najveće manifestacije kojima je nazočilo više tisuća građana koji su iskazivali velike izljeve radosti. Subotičke su novine su njegov odlazak popratile naslovom na naslovnici Novo oslobođenje, opisavši njegov mandat "...Đorđević nametnut protiv božjeg i ljudskog prava, da su Srbijanci koji dolaze ovamo kolonijalisti i grabljivci, stručno i moralno nekvalifikovani, siledžije, pokvarenjaci i zabušanti.".
Poslije su otišli živjeti u Beograd. Od 1934. do 1935. bio je ban Vrbaske banovine.